# Karangmlati
Karangmlati is een bestuurslaag in het regentschap Demak van de provincie Midden-Java, Indonesië. Karangmlati telt 3777 inwoners (volkstelling 2010).